# 田中伸明
田中 伸明（たなか のぶあき、1956年8月1日 - ）は、日本の写真家。北海道小樽市生まれ。
日本和紙写真協会会長。国際博物館会議 (International Council of Museum=ICOM) 正会員。ICFA 美術の博物館・コレクション国際委員会メンバー。
写真集、記録集、アートブックなどの企画制作に参加。画家、造形作家などの様々なアーティストの作品集の制作を数多く手がける。
2010年ごろから写真講師としても活動し、プロアマ問わずに全国の写真家を育成。
2015年からARTROOM出版名義で、写真講師としての著書を出版。

## 日本和紙写真協会の設立
国際博物館会議 ICOM 京都国際大会に、田中伸明写真事務所が出展。田中個人の作品だけでなく、田中が主宰する写真講座の参加者の和紙写真作品を展示したことで、和紙写真の美術品としての魅力を評価したロシアのオレンブルク市美術館から、日本人作家による和紙写真展の開催を打診される。
このことがきっかけになり、徳島県の財団法人阿波和紙伝統産業会館（アワガミファクトリー）の協力を経て、和紙写真の作品を国内外の美術館での展示、並びに写真家の作家支援を目的にした日本和紙写真協会を発足する。
2021年7月ロシアのオレンブルクから、ロシアの各都市を巡回する展示会である「Japan Washigraph Exhibition」がスタートしている。

## 主要展覧会
- 2014年 - fotofever[1]（パリ、ルーヴル地下展示施設）
- 2019年 - 第25回ICOM（国際博物館会議）京都大会2019（京都、国立京都国際会館）

## ロシア連邦・Japan Washigraph Exhibition
- 2021年

　7月9日-9月19日 - オレンブルク州立オレンブルク美術館ギャラリー（Exhibition Hall of the Orenburg Regional Museum of Fine Arts）
　10月8日-11月7日 - オレンブルク州ノヴォトロイツク市美術館（Museum and Exhibition complex of the city of Novotroitsk）
　12月20日-翌年2月16日 - ウリヤノフスク州立イワン・ゴンチャロフ記念博物館（Historical and Memorial Center-Museum of I.A. Goncharova）
- コロナ禍により延期中

　バシコルトスタン共和国のウファ市バシコルトスタン共和国国立博物館（National museum of Republic of Bashkortostan）

## Photo Authoring（写真データの最適化プロセス）
Ansel Adamsらが提唱した写真画像の階調理論であるゾーンシステムと、音楽スタジオでのレコーディングデータのマスタリング作業にヒントを得て、写真データの最適化プロセスを体系化したPhoto Authoringを考案した。
Photo Authoringとは、撮影データのRAW現像やレタッチ作業ではなく、撮影時のカメラ設定の微調整から写真データの現像仕上げ作業まで一貫した、データの最適化である。「写真をいかに組み立てるか」をテーマにしたこのデータの最適化作業は、写真家だけでなく、印刷製版技術者の間でも注目されている。
和紙写真を完成度の高い美術品として昇華させたWashigraph Photoの誕生には、Photo Authoringの理念が息づいている。

## 書籍制作
主な大型書籍
- 『吉田千秋写真集 歌舞伎座―歌舞伎四百年記念』朝日新聞社 、2003年12月
- 開場40周年記念国立劇場歌舞伎公演記録集シリーズ（10タイトル）、ぴあ、2005年12月
- 『アントニオ猪木全記録―デビュー50周年記念公式写真集』たちばな出版、2010年5月
- 『日本プロレス全史―１８５４年‐２０１３年の闘いの記録』ベースボール・マガジン社、2014年6月

## 著書
- 『いつか役に立つ写真講座＃1.0』ARTROOM出版、2015年12月
- 『いつか役に立つ写真講座 #2.0』 ARTROOM出版 、2016年10月
- 『いつか役に立つ写真講座＃3.0　人モノ撮影は写真上達の突破口』ARTROOM出版 、2017年11月
- 『Photo Authoring Handbook vol.１』ARTROOM出版、2016年1月